# Pusikaqcha
Pusikaqcha (también conocido como Pusikakcha, Pusikajcha o Pusicakha) es una deidad primordial que fue venerada antiguamente por diversos pueblos aimaras del altiplano andino.
Según una carta anual escrita por los jesuitas en 1602, se considera que Pusikaqcha podría haber sido un equivalente de las deidades incas Viracocha[1] e Illapa.[2]

## Etimología
El nombre de este dios está compuesto por las palabras aimaras: pusi (cuatro) y q'axcha (trueno, rayo o arcabuz).
En la Transcripción del vocabulario de la lengua aimara, escrita por Ludovico Bertonio, aparece el nombre Pusikaxa, asociado con Illapu (Illapa) y Santiago Apóstol. Del mismo modo, la fuente traduce Pusikaxa como trueno o rayo.
Posiblemente, su nombre lo retrate como un dios cuatripartito; es decir, uno compuesto por cuatro dioses atmosféricos que, en esencia, constituyen una sola entidad o que forman parte de una tétrada deífica.

## Historia y mitología

### Pusikaqcha, el creador
La información referente a Pusikaqcha es escasa; no obstante, lo poco que se conoce proviene de una Carta Annua escrita por los jesuitas a comienzos del siglo XVII.
Dicha carta afirma que hubo un dios que creó este mundo, el cielo, la tierra y todo lo que hay en ella. Antes de su creación, todo era una profunda oscuridad, y de esa oscuridad surgió un hombre al que adoraban como a un dios, llamado Pusikaqcha. Él creó la luz, la luna, el sol y, posteriormente, el cielo, la tierra, los hombres y todas las cosas visibles. Se cuenta que el sol, al ver la belleza de la luna, sintió envidia y le arrojó un puñado de ceniza, dejándola blanca.
Pusikaqcha tomó por mujer a una doncella llamada Iqui y, sin unirse carnalmente con ella, concibió y dio a luz un hijo llamado Tuñupa (Tunupa), nacido así de una mujer virgen.
Tunupa creció e hizo obras maravillosas: allanaba montes y cerros con la palabra, levantaba llanos y valles, y secaba ríos. Los animales y fieras le obedecían. Hasta el día de hoy, en la cultura aimara se conserva la expresión "es obra de Tunupa" para referirse a una obra prodigiosa.
Se dice que, al ver sus obras y maravillas, los demás Señores de la Tierra sintieron tanta envidia que acordaron darle muerte. Usando engaños, lo llevaron a un pueblo llamado Yunguyo, junto a la gran laguna de Chucuito (Titicaca). Allí hicieron una cruz, lo clavaron en ella, ataron la cruz a una balsa y la arrojaron al estrecho de la laguna llamado Tiquicaca (estrecho de Tiquina), cuyas aguas son rápidas y furiosas, imposibles de navegar. Desde entonces, según se dice, el demonio les habla y les responde. Al crucificarlo, le gritaban grandes insultos, acusándolo de burlador y de engañar con maravillas fingidas, asegurando que lo pagaría caro.
La gente que lo amaba, al ver aquella crueldad, derramaba muchas lágrimas de dolor; incluso los cerros y piedras se movían dándose unos contra otros, estremecidos por ese sufrimiento, por ver padecer a su hacedor. Así fue como su creador murió en dicha laguna.
Después de algunos días, resucitó, y muy enojado por lo que sus enemigos habían hecho con él, los reprendió y castigó rigurosamente, ordenando que ellos y sus descendientes fuesen esclavos y sirviesen a otros para siempre. Y porque algunos de los que estaban en el cielo también lo habían ofendido y procurado matar, subió allá, los castigó y los arrojó entre las peñas, haciendo que padeciesen enormemente. Se decía que los ecos producidos por las peñas eran las voces de su gran dolor.
Después de esto, hizo una casa muy hermosa, colmada de deleites, y debido a que tenía muchos enemigos en el cielo y en la tierra, se encerró en ella y nunca más volvió a aparecer.
También se afirmaba que fue un hombre muy vicioso: tuvo muchas mujeres, se vengaba, mataba y cometía toda clase de actos impíos. Esta es, en resumen, la historia engañosa del Tunupa, que, según los misioneros, probablemente fue algún demonio o un perverso hombre que, con su ayuda, realizó estos embustes y preparó, con estas astucias infernales, el terreno para confundir la mentira con la verdad cuando llegara la fe cristiana a este reino.
Así, cuando se les hablaba de Jesucristo —de que su padre era Dios, que nació de una virgen, que murió en la cruz, resucitó y subió a los cielos— decían que era verdad, y todo lo aplicaban a su Tunupa. En lugar de reverenciar y adorar a Dios, adoraban a su maldito Tunupa, procurando persuadir a los indígenas de imitar los vicios que él tenía, como la deshonestidad y la crueldad. Este error ha causado gran daño a esta gente y aún perdura.

## Semejanzas con Huiracocha
La historia de Pusikaqcha posee muchas semejanzas con una variación del mito de la creación de Huiracocha, el cual fue recopilado por Pedro Sarmiento de Gamboa en su obra Historia de los incas.
A continuación, se compararán algunos textos de ambas fuentes: 

#### Oscuridad primigenia
Ambas fuentes afirman que el dios surgió de sí mismo en la oscuridad y, posteriormente, dio origen al mundo y a todos sus elementos. 

Dicen los naturales de esta tierra, que en el principio, o antes que el mundo fuese creado, hubo uno que llamaban Viracocha. El cual creó el mundo oscuro y sin sol ni luna ni estrellas; y por esta creación le llamaron Viracocha Pachayachachi, que quiere decir Creador de todas las cosas.
Afirman que hubo un Dios que creó este mundo, el cielo, la tierra y todo lo que hay en él. Antes de que dicho Dios lo crease todo era una profunda oscuridad y tinieblas. Y que de esta oscuridad salió un hombre a quien ellos adoraban por Dios, que se llamó Pusicakha.

#### La envidia del sol
Ambas fuentes relatan la creación de los astros que otorgarán luminosidad al mundo. Posteriormente, dichas fuentes explican como la luna quedó oscurecida debido a la ceniza que le lanzó el sol como producto de su envidia. 

A la cual isla se fue Viracocha y mandó que luego saliese el sol, luna y estrellas y se fuesen al cielo para dar luz al mundo; y así fue hecho. Y dicen que creó a la luna con más claridad que el sol, y que por esto el sol, envidioso al tiempo que iban a subir al cielo, le dio con un puñado de ceniza, en la cara, y que de allí quedó oscurecida, del color que ahora aparece.
Este fue muy poderoso y creó la luz en este mundo, luego la luna, después el sol y luego fue creando, el cielo, la tierra, los hombres, y las demás cosas visibles y, viendo pues el sol a la luna tan hermosa tuvo envidia, y tomando un puñado de ceniza muy enojado le dio con ella en cara, y por esto no quedó tan hermosa, y por la ceniza con que le dio quedó blanca.

#### El destino de Tunupa
Ambas versiones mencionan al dios Tunupa; no obstante, dichas fuentes explican dos orígenes distintos. 

Dicho es cómo por diluvio Uñu Pachacuti todo fue destruido; es, pues, ahora de saber que el Viracocha Pachayachachi, cuando destruyó esta tierra, como se ha contado, guardó consigo a tres hombres, el uno de los cuales se llamó Taguapaca (Tunupa), para que le sirviesen y ayudasen a crear las nuevas gentes que había de hacer en la segunda edad después del diluvio; Así lo hizo.
Este Pusicakha, a quien también llaman creador de todas las cosas, tomó por mujer a una doncella que se llamaba Iqui, y sin ayuntarse con ella concibió y parió un hijo, al cual pusieron por nombre Tuñupa (Tunupa) y así dicen que nació de una mujer virgen.

Respecto al paradero de Tunupa, ambas versiones exhiben que Tunupa fue castigado siendo amarrado en una balsa y, posteriormente, dicha balsa sería arrastrada por las fuertes aguas de la laguna. La razón de dicha sanción es distinta en ambas versiones. 

Y como Viracocha mandase algunas cosas a sus criados, el Taguapaca fue inobediente a los mandamientos de Viracocha. El cual, por esto indignado contra Taguapaca, mandó a los otros dos que lo tomasen; y atado de pies y manos, lo echaran en una balsa en la laguna; y así fue hecho. Y yendo Taguapaca blasfemando del Viracocha por lo que en él hacía, y amenazando que él volvería a tornar venganza de él, fue llevado del agua por el desaguadero de la misma laguna, adonde no fue visto más por muchos tiempos.
Dicen más que viendo sus obras y maravillas, los demás Señores principales de la Tierra le tuvieron envidia y con ella se juntaron y acordaron darle la muerte, y por engaños lo trajeron a un pueblo que se llama Yunguyo junto a esta gran laguna de Chucuito (Titicaca), y hecha una cruz, lo enclavaron en ella, y luego ataron la cruz en una balsa y la echaron en esta laguna, en un estrecho que llaman Tiquicaca (estrecho de Tiquina), el cual es muy rápido y furioso, y no se puede navegar según ellos dicen desde aquel tiempo, y aquí les habla el demonio, y les responde, y que cuando lo crucificaron le decían grandes afrentas, de que era un burlador y engañador de maravillas fingidas y que él lo pagaría todo junto [...] Así fue como su creador y hacedor murió en la laguna.

Más adelante, ambas fuentes especifican el retorno y/o resurrección de Tunupa; sin embargo, lo que acontece después de su retorno es diferente en cada versión. 

Y queriendo dejar la tierra del Perú, hizo una habla a los que había criado, avisándoles de cosas que les habían de suceder. Les dijo que vendrían gentes algunas que dijesen que ellos eran el Viracocha, su creador, y que no los creyesen, y que él en los tiempos venideros les enviaría sus mensajeros, para que los amparasen y enseñasen. Y esto dicho, se metió con sus dos criados por la mar, e iban caminando sobre las aguas, como por la tierra, sin hundirse. Porque iban caminando sobre las aguas como espuma, le llamaron Viracocha, que es lo mismo que decir grasa o espuma del mar. Y al cabo de algunos años que el Viracocha se fue, dicen que vino el Taguapaca, que Viracocha mandó echar en la laguna de Titicaca del Collao, como se dijo arriba, y que empezó con otros a predicar que él era el Viracocha.
Después de algunos días resucitó, y muy enojado de lo que hacían con él, sus enemigos los prendió y castigó rigurosamente mandando que ellos y sus descendientes fuesen esclavos y sirviesen a los demás para siempre: y porque algunos de los que estaban en el cielo le habían enojado y procurado matar, subió allá y los castigó y echó fuera hundiéndolos entre las peñas, y haciendo que padeciesen mucho, y así los ecos que hacen las peñas, dicen que son voces del gran dolor que padecen. Después de esto, hizo una casa muy hermosa y de muchos deleites y por tener muchos enemigos en el cielo y en la tierra se metió en ella y nunca más apareció.

### Dioses cuatripartitos
El nombre Pusikaqcha alude a que, posiblemente, fue un dios cuatripartito, es decir compuesto por cuatro dioses atmosféricos, que en esencia constituían una sola entidad o forma parte de una tétrada deífica.
La información anterior contrasta semejanzas con otros dioses atmosféricos venerados universalmente en los Andes. Este tipo de dioses gozaban de jerarquía suprema, por lo que eran considerados como todopoderosos e incluso, como ancestros. Otra característica discernible del dios atmosférico es su estructura, puesto que ellos son una entidad única que es conformada por un cúmulo de dioses y/o forman parte de una trinidad o un conjunto de más deidades.
En relación con esto, algunos investigadores combinan la información otorgada por los cronistas de la época, más concretamente, la información ofrecida por Sarmiento de Gamboa y Cristóbal de Molina.  Ambas fuentes mencionan a los hijos y/o criados de Huiracocha que lo acompañan en la creación. A raíz de esto, dichos investigadores consideran que Huiracocha formaba una tétrada divina junto a sus tres criados o hijos; de esta forma, se piensa que dichos dioses representaban los cuatro puntos cardinales o las áreas por las que estos dioses han transitado para desplegar su labor creadora: 
- Viracocha: asociado con la creación y el Chinchaysuyo (Norte).
- Tunupa: asociado con la destrucción y el Collasuyo (Sur).
- Ymaimana Viracocha: asociado con los andes y el Antisuyo (Este).
- Tocapo Viracocha: asociado con los llanos y el Contisuyo (Oeste).

## Semejanza con Illapa y otros dioses

### Dioses cuatripartitos
Por lo general, diversas fuentes aseveran que el dios Illapa, al igual que otros dioses andinos del rayo, forma parte de una trinidad deífica.
Se pueden encontrar trinidades semejantes en el dios Yana Raman (trinidad compuesta de: Ñamoc, el padre del rayo; Yana Raman, el rayo; y Uchu Libiac, el hijo del rayo) y el dios Catequil (trinidad compuesta de: Piguerao, hermano de Catequil; Catequil, el dios del rayo de los Cajamarca; y Mamacatequil o Cautaguan, su madre). 
En el caso de Illapa, su trinidad deifica está compuesta de las siguientes deidades: Yayan Yllapa, el padre; Chaupi Churin Yllapa, su hijo del medio; y Sullca Churin Yllapa, su hijo menor.
El concepto de Illapa como personalidad trina fue detallado por el célebre cronista Guamán Poma de Ayala. En su obra Nueva corónica y buen gobierno, él testifica lo siguiente: 

«Tenían los indios antiguos conocimientos de que había un solo Dios, tres personas, de esto decían así: que el padre era justiciero, yayan runa muchochic, el hijo caritativo, churin runa cuyapayac, el menor hijo que daba y aumentaba salud y daba de comer, y enviaba agua del cielo para darnos de comer y sustento, sulca churin causayuc micoy coc runap allin ninpac; al primero le llamaban Yayan Yllapa, al segundo Chaupi Churin Yllapa, al cuarto [sic] le llamaban Sullca Churin Yllapa, que estas dichas tres personas eran, y creían que en el Cielo era tan grande majestad y señor del Cielo y de la Tierra, y así le llamaban Yllapa.
Y después por ello los Incas sacrificaron al Rayo y le temieron mucho; primero no le sacrificaron sino llamaban a voces mirando al Cielo todos los indios de este reino.»
Nueva corónica y buen gobierno, Capítulo 5, página 55 y 56

Según el texto anterior, Guamán Poma asevera que Illapa (el rayo) fue una poderosa divinidad desdoblada en tres personalidades que conformaban una entidad absoluta. Muchos de los numerosos pueblos precedentes a los incas establecían al rayo como el inmanente dios creador del universo y, por ende, su culto fue mayor que el culto en torno al Sol. También se menciona que los pueblos lo adoraban bajo el nombre de Yllapa y su prestigio era tal que los incas lo continuaron venerando (esto hace alusión al hecho de que los pueblos que adoraban al rayo lo continuaron venerando con dicho nombre por la creciente influencia incaica y los dioses atmosféricos anteriores se convirtieron en sus variantes regionales). Asimismo, los nativos retrataban a Illapa como un dios justiciero, etéreo y omnipotente. Estas cualidades hicieron que los nativos se refirieran al dios con el título de "Señor del Cielo y de la Tierra" (destacando su posición distante como dios celeste, pero también su intervención en la creación y propicio de la vida en la Tierra). Del mismo modo, dichas cualidades lograron hacer que el cronista equipare la figura del dios atmosférico con Dios; no obstante, es menester enfatizar el desacierto de Guamán Poma al dar testimonio sobre la trinidad celeste y mencionar la existencia de una cuarta deidad, prescindiendo completamente a la tercera. Respecto a ello, no se sabe a ciencia cierta si fue un error o algún guiño de sincretismo religioso por parte del cronista. A raíz de esto, diversos investigadores llegaron a la conclusión de que estas trinidades habrían sido posiblemente creadas para tratar de homologarlas con la Santísima Trinidad (Padre, Hijo y Espíritu Santo). 